# William Marciano
William Joseph Marciano ist ein US-amerikanischer theoretischer Elementarteilchenphysiker.
Marciano studierte an der New York University Physik und wurde dort 1974 bei Alberto Sirlin promoviert. Danach war er bis 1980 zunächst Forschungsassistent und dann Assistant Professor an der Rockefeller University, ab 1980 Associate Professor an der Northwestern University und ab 1981 am Brookhaven National Laboratory (BNL), wo er schon ab 1978 als Wissenschaftler war und 1987/8 Leiter der Gruppe für Hochenergiephysik-Theoriegruppe war. Seit 1986 ist er dort Senior Physicist und ist außerdem seit 1990 Adjunct Professor an der Yale University.
1998 erhielt er den Research und Development Award des BNL und 2001 den Humboldt-Forschungspreis. 2002 erhielt er mit Alberto Sirlin den Sakurai-Preis für ihre Arbeiten zur Präzisionsberechnungen von Strahlungskorrekturen (Störungstheorie höherer Ordnung) in der Elektroschwachen Theorie, die nötig zum genauen Test des Standardmodells der Elementarteilchen sind. Beispiele sind Experimente am BNL zur präzisen Bestimmung des anomalen magnetischen Moments des Myons („Muon g-2-Experiment“) und die genaue Berechnung der Massen der W- und Z-Bosonen der elektroschwachen Wechselwirkung, was wiederum wichtig für die Abschätzung Masse des in Beschleunigerexperimenten gesuchten Higgs-Bosons ist. Außerdem beschäftigte er sich mit GUTs, Neutrinophysik (wo er mit anderen neuartige Neutrinoexperimente mit sehr langen Übertragungsstrecken um die 2500 km von ihrer Erzeugung in Beschleunigern zu Neutrinodetektoren in Bergwerken vorschlug), Physik der CP-Verletzung.
Marciano war im Herausgebergremium von Physical Review Letters, Physical Review D, Reviews of Modern Physics, Comments on Nuclear and Particle Physics, Journal of High Energy Physics. Außerdem war er bei verschiedenen Beschleunigerlabors (wie SLAC, LAMPF in Los Alamos, Fermi National Accelerator Laboratory, dem am Ende nicht gebauten Superconducting Supercollider und nicht zuletzt BNL) in den Leitungsgremien und im Beratungsgremium des DoE.
Mit Heinz Pagels schrieb er 1978 einen bekannten Übersichtsartikel über die Quantenchromodynamik in den Physics Reports. 1986 wurde er Fellow der American Physical Society.

## Verweise
1. ↑  Wörtlich „For their pioneering work on radiative corrections, which made precision electroweak studies a powerful method of probing the Standard Model and searching for new physics.“
2. ↑  Marciano, Sirlin „Testing the standard model by precise determination of the W and Z masses“, Physical Review D, Bd. 29, 1984, S. 945
3. ↑  US Long Baseline Neutrino Experiment Study
4. ↑  Marciano, Pagels: Quantumchromodynamics, Physics Reports Bd. 36, 1978, S. 137–276

| Personendaten    | Personendaten                                             |
| ---------------- | --------------------------------------------------------- |
| NAME             | Marciano, William                                         |
| ALTERNATIVNAMEN  | Marciano, William Joseph (vollständiger Name)             |
| KURZBESCHREIBUNG | US-amerikanischer theoretischer Elementarteilchenphysiker |
| GEBURTSDATUM     | 20. Jahrhundert                                           |